# Barbus collarti
Barbus collarti är en fiskart som beskrevs av Poll, 1945. Barbus collarti ingår i släktet Barbus och familjen karpfiskar. IUCN kategoriserar arten globalt som sårbar. Inga underarter finns listade.